# Niederländischer Eishockeypokal 2019/20
Der Niederländische Eishockeypokal wurde in der Saison 2019/20 zum 50. Mal ausgetragen. Der Wettbewerb wird von IJshockey Nederland unter dem Namen IJNL bekercompetitie ausgetragen. Sieger waren die Heerenveen Flyers, die zum 13. Mal in ihrer Geschichte den Pokal gewinnen konnten. Im Finale besiegten sie den Vorjahressieger Nijmegen Devils.

## Teilnehmer und Modus
Am Wettbewerb nahmen die sechs niederländischen Teilnehmer der BeNe League 2019/20, der gemeinsamen höchsten Eishockeyliga der Niederlande und Belgiens, teil. Die Mannschaften spielten eine Vorrunde jeder gegen jeden. Diese begann am 27. September 2019 und endete am 9. November 2019, damit größtenteils vor Start der BeNe-League-Saison am 2. November 2019. Die ersten vier qualifizierten sich für das Halbfinale, das in Hin- und Rückspiel ausgetragen wurde. Das Finale fand am 15. Januar 2020 im IJssportcentrum Eindhoven statt.

## Vorrunde
|    |                     | Sp | S3 | S2 | N1 | N0 | Tore    | Punkte |
| -- | ------------------- | -- | -- | -- | -- | -- | ------- | ------ |
| 1. | Flyers Heerenveen   | 10 | 08 | 02 | 0  | 0  | 055:021 | 28     |
| 2. | Hijs Hokij Den Haag | 10 | 06 | 0  | 01 | 03 | 044:022 | 19     |
| 3. | Devils Nijmegen     | 10 | 05 | 01 | 01 | 03 | 053:034 | 18     |
| 4. | Eaters Limburg      | 10 | 06 | 0  | 0  | 04 | 050:026 | 18     |
| 5. | Zoetermeer Panters  | 10 | 02 | 0  | 01 | 07 | 039:050 | 07     |
| 6. | Tilburg Trappers II | 10 | 0  | 0  | 0  | 10 | 016:104 | 0      |

Abkürzungen: Sp = Spiele, S3 = Sieg in regulärer Spielzeit (3 Punkte), S2 = Sieg nach Verlängerung oder Penaltyschießen (2 Punkte), N1 = Niederlagen nach Verlängerung oder Penaltyschießen (1 Punkt), N = Niederlagen in regulärer Spielzeit (0 Punkte). Erläuterungen: Halbfinale-Qualifikation.

## Halbfinale
| 21. Dezember 2019 20:30 Uhr | Eaters Limburg | 1:3 (0:1, 0:2, 1:0) | Flyers Heerenveen | Geleen |

| 22. Dezember 2019 19:00 Uhr | Flyers Heerenveen | 5:2 (2:1, 1:1, 2:0) | Eaters Limburg | Heerenveen |

| 21. Dezember 2019 20:30 Uhr | Hijs Hokij Den Haag | 2:4 (1:0, 0:3, 1:1) | Devils Nijmegen | Den Haag |

| 22. Dezember 2019 17:45 Uhr | Devils Nijmegen | 2:5 n. V. (0:0, 1:1, 0:4, 1:0) | Hijs Hokij Den Haag | Nijmegen |

## Finale
| 15. Januar 2020 | Flyers Heerenveen | 5:2 (1:1, 3:0, 1:1) | Hijs Hokij Den Haag | IJssportcentrum, Eindhoven |